# Coursan
Coursan is een gemeente in het Franse departement Aude (regio Occitanie). De gemeente telde 5.762 inwoners op 1 januari 2022. De plaats maakt deel uit van het arrondissement Narbonne.

## Geschiedenis
In de Romeinse tijd was hier een oversteekplaats over de Aude op de Via Curtia, een zijweg van de Via Domitia, die Narbonne met Béziers verbond.
De plaats werd voor het eerst vermeld in 1048. De heren van Coursan hadden hier hun kasteel en waren leenmannen van de burggraven van Narbonne. De plaats was ommuurd. Een vijfhoekige, 25 meter hoge, stenen toren deed dienst als uitkijktoren. Deze toren werd bij de bouw van de gotische kerk de klokkentoren. Bij de grote overstroming van 1320 vond de Aude een nieuwe loop en monding. De Aude bij Coursan was tot dan enkel een kleine zijarm van de rivier maar werd vanaf toen de hoofdarm. De oversteek over de Aude gebeurde bij laag water te voet en bij hoog water met een overzetboot. In de 16e eeuw kwam er een houten brug maar die werd al snel meegesleurd bij een overstroming. Pas in 1706 werd een stenen brug geopend.
Tot de 19e eeuw waren er enkel wijngaarden op de heuvelflanken. Daarna werd ook de riviervlakte beplant met wijnstokken en werd de wijnbouw de voornaamste economische activiteit.

## Geografie
De oppervlakte van Coursan bedroeg op 1 januari 2022 24,61 vierkante kilometer; de bevolkingsdichtheid was toen 234,1 inwoners per km². De Aude stroomt door de gemeente.
De onderstaande kaart toont de ligging van Coursan met de belangrijkste infrastructuur en aangrenzende gemeenten.

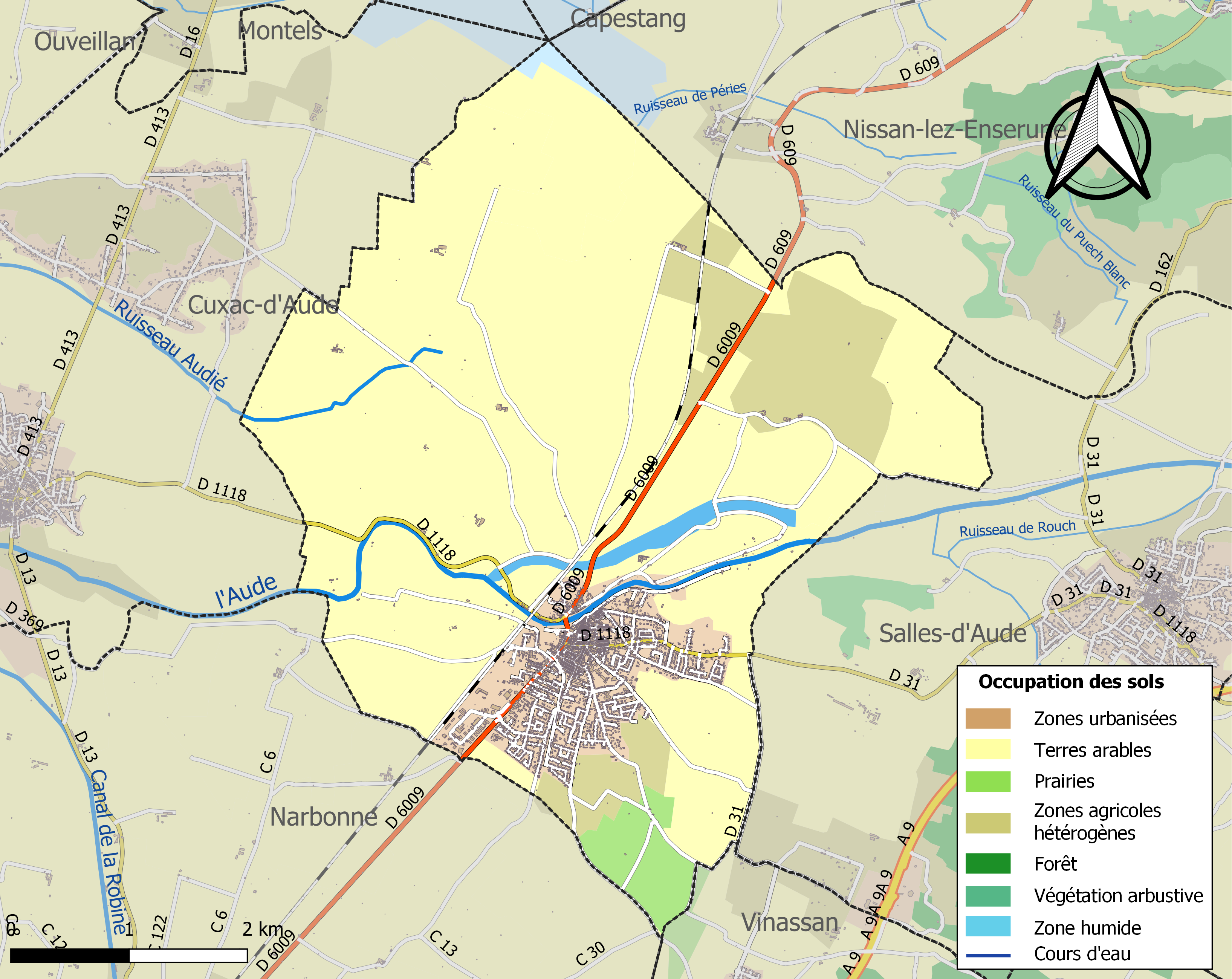

## Demografie
Onderstaande figuur toont het verloop van het inwonertal (bron: INSEE-tellingen).

Vanwege een beveiligingsprobleem met de MediaWiki Graph-software is het momenteel niet mogelijk deze grafiek weer te geven. Zodra de software is bijgewerkt zal de grafiek vanzelf weer zichtbaar worden.

## Bezienswaardigheden

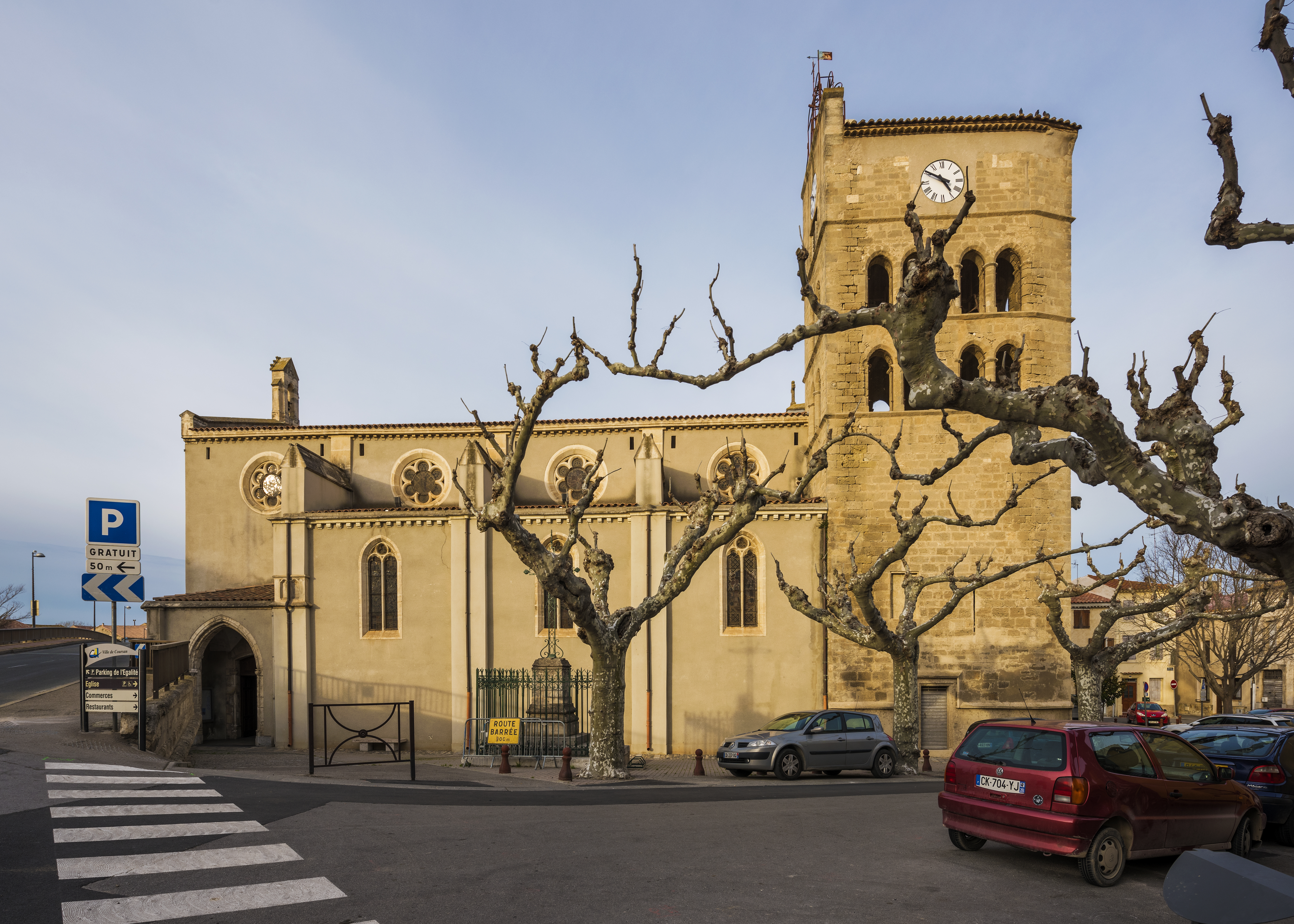
De Notre-Dame van Coursan

- De gotische kerk Notre-Dame (12e-13e eeuw) met een oudere klokkentoren (10e-11e eeuw)
- De brug over de Aude met vijf bogen gebouwd tussen 1685 en 1706